# Émile Ouosso
Émile Ouosso est un homme politique congolais. Il est Ministre de l’Énergie et de l’Hydraulique depuis septembre 2022 et député du district de Yaya (Niari) depuis juillet 2022.
Il a occupé plusieurs postes ministériels sous la présidence de Denis Sassou-Nguesso depuis 2007, dont ceux de Ministre des Transports et de l'Aviation civile (2007-2009), Ministre de l'Équipement et des Travaux publics (2009-2016) ainsi que Ministre de l'Équipement et de l'Entretien routier (2017-2021).

## Biographie
Émile Ouosso a fait sa fortune dans le domaine de l'exploitation forestière,.
Le 3 mars 2007, il fait son entrée au gouvernement en devenant Ministre des Transports et de l'Aviation civile. Puis, le 15 septembre 2009, il devient Ministre de l'Équipement et des Travaux publics. À la tête de ce ministère, il se donne en août 2013 l'objectif « d'atteindre près de 3 000 kilomètres de routes bitumées à l'horizon 2015 contre 1 675 aujourd'hui ».
Le 30 avril 2016, il change de portefeuille et devient Ministre du Travail et de la Sécurité sociale dans le gouvernement Mouamba I en remplacement de Florent Ntsiba. La passation de pouvoir se déroule le 6 mai. 
Il se porte candidat lors des élections législatives de 2017 dans le district de Yaya (Niari), mais est battu dès le premier tour,. 
Lors de la nomination du gouvernement Mouamba II le 22 août 2017, il change de portefeuille et est nommé Ministre de l'Équipement et de l'Entretien routier,. Le 15 mai 2021, à l'occasion de la nomination du gouvernement Makosso, il est mis à la tête du Ministère des Zones économiques spéciales et de la Diversification économique. 
Lors des élections législatives de 2022, Émile Ouosso se porte à nouveau candidat dans le district de Yaya sous l'étiquette du PCT, et il se fait cette fois-ci élire dès le 1er tour.
Le 27 septembre 2022, il succède à Honoré Sayi à la tête du Ministère de l’Énergie et de l’Hydraulique,.

## Controverse
En 2017, il est accusé, aux côtés de 3 collaborateurs, d'avoir détourné 9 milliards de FCFA destinés à la Caisse de retraite des fonctionnaires (CRF) entre novembre et décembre 2016, alors qu'il était Ministre du Travail. En janvier 2018, il est auditionné par la Commission de lutte contre la corruption, la concussion et la fraude, puis annonce vouloir porter plainte pour diffamation contre les organes de presse relayant ces accusations. En mars 2019, il est finalement libéré des charges qui pesaient sur lui,,.

## Distinction
- Grand officier dans l'Ordre du mérite congolais (2013)[17]